# 杨路
杨路（1937年—），又名杨九高，男，四川渠县人，中国数学家，曾任中国科学院成都计算机应用研究所研究员，中国数学会理事，第九、十届全国人大代表。